# Terra Nostra
Terra Nostra (hiszp. Terra Nostra) – powieść wybitnego meksykańskiego pisarza Carlosa Fuentesa, opublikowana w 1975.
Terra Nostra uchodzi za najambitniejsze dzieło w dorobku Carlosa Fuentesa. Monumentalna powieść jest literacką wariacją na temat historii Hiszpanii, zwłaszcza okresu bezpośrednio poprzedzającego odkrycie Ameryki. Narracja jednak nie stoi w miejscu, cofa się do czasów rzymskich i wybiega daleko w przyszłość – jak w katastroficznej wizji Paryża końca drugiego tysiąclecia.
W ujęciu Fuentesa Hiszpania zmarnowała historyczną szansę na stworzenie w pełni własnej kultury, najpierw wypędzając z Półwyspu Iberyjskiego Arabów i Żydów, potem brutalnie ingerując w życie Indian na podbijanych terenach Ameryki Południowej. Niektóre fragmenty dzieła pozostają pod wpływem malarstwa Hieronima Boscha.
Terra Nostra składa się z trzech części
- Stary świat
- Nowy świat
- Drugi świat

W 1977 została uhonorowana Premio Rómulo Gallegos.